# Gjerdrum
Gjerdrum er en kommune i landskabet Romerike i Akershus fylke i Norge. Den grænser i nord til Nannestad, i øst til Ullensaker, i sydøst til Sørum, i syd til Skedsmo og i vest til Nittedal.
Den var en del af Viken fylke som blev etableret 1. januar 2020, men opløst fra 1. januar 2024.
Kommunen ligger vest for elven Leira samt de skovklædte Romeriksåsene. I Gjerdrum bor der lidt over 5000 mennesker.

## Personer fra Gjerdrum
- - Christian Krohg († 1828), politiker, regeringsmedlem, stortingsmand[4]
  - Theodor Larsen († 1892), Norges sidste skarpretter.
  - Olaf Martin Devik († 1987), meteorolog, fysiker[5][6]
  - Rolf Fladby, historiker († 1996)[7]
  - Daniel Franck (1974 – )